# Apogon doederleini
Apogon doederleini is een straalvinnige vissensoort uit de familie van kardinaalbaarzen (Apogonidae). De wetenschappelijke naam van de soort is voor het eerst geldig gepubliceerd in 1901 door Jordan & Snyder.